# 알루나조지
알루나조지(AlunaGeorge)는 잉글랜드 런던 출신 일렉트로니카 듀오이다.

## 음반 목록
- Body Music (2013)
- I Remember (2016)